# جو هاردي (لاعب كرة قدم)
جو هاردي (بالإنجليزية: Joe Hardy) هو لاعب كرة قدم بريطاني في مركز نصف الجناح، ولد في 26 سبتمبر 1998 في Wirral Peninsula ‏ في المملكة المتحدة. لعب مع مانشستر سيتي.

## وصلات خارجية
- جو هاردي (لاعب كرة قدم) على موقع الاتحاد الأوربي (الإنجليزية)
- جو هاردي (لاعب كرة قدم) على موقع قاعدة بيانات كرة القدم.إي يو (الإنجليزية)
- جو هاردي (لاعب كرة قدم) على موقع Soccerbase.com (لاعب) (الإنجليزية)
- جو هاردي (لاعب كرة قدم) على موقع Soccerway.com (الإنجليزية)
- جو هاردي (لاعب كرة قدم) على موقع عالم كرة القدم.نت (الإنجليزية)